# 犹太人流散
犹太人流散（羅馬化：təfuṣā）或犹太人流亡（希伯來語：גָּלוּת，羅馬化：gālut，羅馬化：goles）是指以色列人、犹大族人和随后的犹太人离开祖先的故土（以色列地），随后在世界各个角落定居。
根据希伯来文圣经，“流亡”一词是指公元前8世纪从以色列王国流亡出来的以色列人的命运，也指公元前6世纪从猶大王國流放出来的犹太族人的命运。在流亡中，人们将犹太族人称为“犹太人”（יְהוּדִים，或Yehudim）——以斯帖記中的“犹太人末底改”是圣经中第一次提到犹太人这个词语。
第一次大流散是亚述流亡，始於公元前733年亚述的提格拉特帕拉沙尔三世開始将犹太人从以色列王國驱逐出去，直至公元前722年，在萨尔玛那萨尔五世對以色列進行長達三年的圍城後，萨尔贡二世摧毁了以色列王国后。第二次大流散爲公元前597年的巴比伦流亡——猶大王國的一部分犹太再度被驅逐。公元前586年尼布甲尼撒二世治下的新巴比倫王國又再一次驅逐猶太人。
在第二聖殿被摧毀之前，猶太大離散已經持續了數個世紀。直至公元一世紀中葉，除了猶太王國、敘利亞和巴比倫，大型的猶太社區亦存在於羅馬埃及行省、克里特與昔蘭尼加以及羅馬本身。
在公元前63年耶路撒冷被占领后，哈斯蒙尼王朝成为罗马的附庸国，隨後在公元6年，該地區被進一步被列爲猶太行省。犹太人在公元66年期间反抗罗马征服者，历史称为犹太战争，它最终导致了公元70年耶路撒冷被摧毁。在侵占期间，罗马人摧毁了第二圣殿和耶路撒冷的大部分地区。这个事件标志着犹太人从罗马流亡的开始，也被称为以东流亡。犹太领袖和精英从故地出逃、被杀、或被带到罗马做奴隶。
公元132年，剩下的犹太人在巴尔·科赫巴的领导下反抗哈德良。公元135年，哈德良的军队击败了犹太军队，犹太人从此失去了独立。作为惩罚，哈德良流放了更多的犹太人，将他们作为奴隶出售，将耶路撒冷的名字改名为爱利亚加比多连，并禁止犹太人進入，哈德良将犹地亚更名爲敘利亞巴勒斯坦。

## 词源
希腊语 διασπορά（流散/分散）首先出现在古希腊修昔底德的《伯罗奔尼撒战争史》中。它随后用于旧约的七十士譯本中：ἔση διασπορὰ ἐν πάσαις βασιλείαις τῆς γῆς（你将在万国中成为流散者）（申命记28:25）。在塔木德和塔木德后的拉比文献中，这种现象被称为galut（流亡），这是一个具有强烈负面含义的术语，经常与geula（赎回）形成对照。美国犹太锡安主义学者Simon Rawidowicz 在20世纪30年代引进了现代希伯来概念Tefutzot（תפוצות，分散，流散），他在某种程度上认为人们应该接受犹太人存在于以色列国外是一种现代的现实，是不可避免的。在新约中，希腊词“流散”（διασπορά）也出现了三次，它指的是以色列人的分散，即，与南部犹大王国对抗的北部以色列十支派。

## 罗马时期前的流散
在公元前722年，亚述人在薩爾貢二世（萨尔玛那萨尔五世的继承者）的统治下征服以色列王国 (后期)，许多以色列人被驱逐到美索不达米亚。猶太大離散開始於公元前6世紀的巴比倫流亡。
公元前586年尼布甲尼撒二世推翻了猶大王國（见巴比伦囚虏），并且将相当一部分居民驱逐到美索不达米亚之后，犹太人有两个主要的文化中心：巴比伦和以色列地。
圣经的以斯拉記包括两个文本，据说是新巴比倫王國的征服者居鲁士二世的詔令，允许被驱逐的犹太人在回歸故土，并命令重建圣殿。但該詔令的兩個文本——希伯來語和亞蘭語——在內容和語調上的差別，令部分學者質疑該道詔令真實性。居魯士文書（又译居鲁士圆柱或居鲁士铭筒）是一个古代泥制圆筒，以居鲁士大帝的名义用古代阿卡德语楔形文字所写成，其中提到了重建圣殿，让流亡人民重新归国，人们经常认为这能够证明圣经中居鲁士法令的真实性，但是其他学者则指出，这个圆筒的文本针对的是巴比伦和美索不达米亚，没有提到犹大王国或耶路撒冷。 美國古代猶太人史專家莱斯特·格拉布（Lester L. Grabbe）稱所謂的“居魯士大帝詔令”並不真實，但是，确实存在一般政策允许被驱逐者返回故土和重建敬拜地点。他还表示，考古学表明，猶太人的回归是几十年中一個漸進的過程，而不是一次性发生的事件。
虽然这个时期大多犹太人，特别是富裕的家庭，都在巴比伦，但在阿契美尼德王朝、塞琉古帝国、安息帝國和萨珊王朝的连续统治者下，他们的存在是默默无闻的，没有什么政治影响力。在阿契美尼德王朝期间，流亡者中最贫穷但又最具宗教熱情的的猶太先民返回到犹大王国/以色列地，並在耶路撒冷重建了圣殿作爲自己社區的中心。該猶太分支以其強烈的宗教情感著稱，对摩西五经有着执着的依靠，并将其作为自己身份的核心。
在埃及的猶太人最先出現於第二十六王朝時期，象島古卷記載着一個居住在埃及的猶太人僱傭兵團，該兵團曾先後爲波斯第一帝國、托勒密王國和羅馬人效力，大量猶太官員亦被派遣到埃及的軍事重鎮及城市地區。根據猶太歷史學家約瑟夫斯的記載，在托勒密一世攻佔猶太地區後，有12萬猶太人被擄至埃及，但亦有大量猶太人被和托勒密王國的富饒及寬容的政策所吸引，而自願遷往埃及。隨後托勒密二世解放了被猶太奴隸，並將其安置在專門的殖民地。
在哈斯蒙尼王朝王子（他们首先是大祭司，然后成为国王）的统治下，犹太国家逐漸強大，并且吞并了几处领土。然而，不久之后，王室内的不和，加之宗教虔誠者对那些不再体谅臣民真正愿望的统治者不满，犹太国家很容易成为这时越加独裁和专横的罗马人的猎物。公元前63年，格奈乌斯·庞培入侵耶路撒冷，犹太人失去了政治主权和独立，耶路撒冷被罗马将军格奈乌斯·庞培占领，设为罗马的一个行省；保留犹太人国王，作为傀儡，罗马设置总督。

### 希臘化時期
早在公元前3世紀，猶太人社區已遍佈愛琴海諸島、希臘、小亞細亞、昔蘭尼加、意大利和埃及。:8–11希臘文化影響着猶太人生活的方方面面，在西部的猶太人社區中，希臘語迅速占主導地位，並且鮮有證據表明該時期的希臘化猶太人仍然能夠深度使用希伯來語或亞蘭語。隨着亞歷山大大帝東征，很多猶太人亦隨之移民至地中海東岸及前波斯帝國的領地尋找機會。公元6年羅馬人吞併猶太地區，僅剩巴比倫的猶太人處於羅馬統治之外。:168不同於其生活在西面已經在語言上被希臘化的同胞，巴比倫及猶太地區的猶太人依然以亞蘭語爲主要語言。
公元前2世纪中叶，西比拉神谕第三本书的犹太作者提到了“被上帝选中的人（选民）”，“每一块土地和每片海洋都充满了你。”诸如斯特拉波，斐洛，塞內卡，路加（使徒行传的作者），西塞罗和弗拉維奧·約瑟夫斯等很多作者都见证了犹太人居住在地中海盆地。希律亚基帕一世国王在给卡利古拉的一封信中，列举了几乎所有有猶太居民的希腊化和非希腊化东方国家。这个列举还不是很完整，因为意大利和昔兰尼都没有包括在内。每年的金石学發現都揭示越來越多的古代猶太社區，但是由于缺乏确切的数量证据，因此人们必须谨慎对待这些发现。据古代犹太历史学家弗拉維奧·約瑟夫斯，在以色列地和巴比伦之后的最密集的犹太人人口居住地是叙利亚，特别是在安提阿和大马士革，在大叛乱期间，有10,000到18,000犹太人被屠杀。古代犹太哲学家斐洛记载埃及的犹太居民数量是一百万，占总人口八分之一的。亞歷山卓是迄今为止埃及最重要的犹太社区。埃及流散的犹太人与托勒密王朝的其它流民族地位相当，他们与耶路撒冷有着密切的联系。像其他希臘化和移民一样，他們更多是自願居住在埃及而並非受逼。
根据对公元前115年基多戰爭的记载，昔兰尼加，賽普勒斯和美索不达米亚的犹太居民人数同样很多。从奥古斯都统治时期开始，罗马至少7000多名犹太人——希律王之子希律·阿基勞斯曾代父管治猶地亞，但由於不得民心，最終猶太人組一貴族團上訪羅馬要求罷免阿基勞斯，而7000人該數據，則爲當時羅馬城內參與護送上訪團的猶太人數量。许多信息来源认为，犹太人占罗马古城人口的十分之一。最后，若羅馬執政官卢基乌斯 ·瓦莱里乌斯·弗拉库斯（Lucius Valerius Flaccus）在公元前62/61年期间徵收的金额总数是一年内每人1德拉克马银币的人头税，那么，这意味着安那托利亚的犹太成年男子数量为45,000名，总人口至少有18万人。

## 羅馬帝國統治期間
13世紀歷史學家阿卜·法拉茲認爲在羅馬帝國期間，共有6,944,000猶太人生活在帝國內。波蘭裔美國歷史學家萨洛·维特迈尔男爵亦認可該統計。很長一段時間，學界都認爲直至公元1世紀中葉，分別有700萬及100萬猶太人生活在帝國內及外。但近代的研究指出，阿卜·法拉茲的的記錄是基於一份全部羅馬公民的人口調查，:90, 94, 104–05因此數據明顯包含了其他非猶太族裔，故並不準確。:185其他古代的記錄還有斐洛的統計，他認爲帝國時期共有100萬猶太人生活在埃及亞歷山卓。羅馬帝國並不區分生活在猶地亞內外的猶太人，並在第二聖殿被毀前，一直對境內所有猶太人統一徵收聖殿稅。

## 罗马对犹地亚的破坏

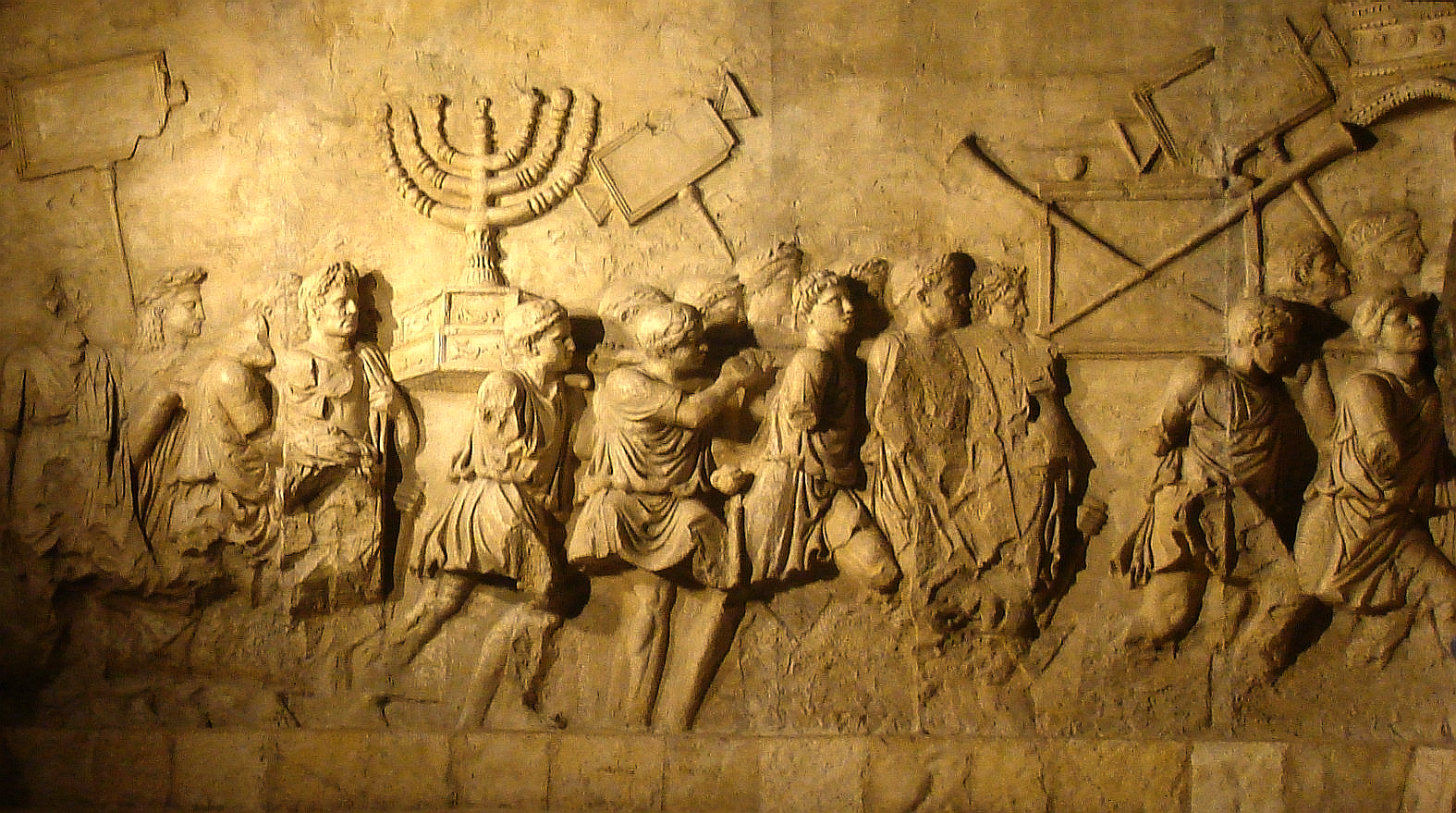
流散博物館收藏的提图斯凯旋门復刻品，描绘了罗马士兵的凯旋游行，带领着刚被奴役的犹太人。並展示着洗劫耶路撒冷时从圣殿中偷来的物品。

罗马统治對猶地亞的統治始於格奈烏斯·龐貝於公元前63年攻佔耶路撒冷。之後數千猶太人淪爲奴隸被送去羅馬，很多在恢復自由身沒有選擇回歸，而是選擇在台伯河右岸定居，並以貿易謀生。公元前37年，在羅馬人的幫助下，大希律王攻佔耶路撒冷，亦有可能又有猶太人被羅馬軍隊帶走並賣作奴隸。公元66年爆發大起義（第一次羅馬-猶太戰爭），猶太人試圖擺脫羅馬地國和希律王朝爭取獨立。但起義最終於公元73年被鎮壓，並导致耶路撒冷被占及象徵猶太人民族性和宗教性的第二圣殿被焚毁。根据古代歷史學家弗拉維奧·約瑟夫斯，在大起義期間，有97,000名猶太人遭猶太人奴役。很多猶太人從猶地亞出逃至其他地中海地區，約瑟夫斯稱有三萬名猶太人遭羅馬人放逐到迦太基。
罗马何時开始反犹太教的是一个学术上有争论的问题，然而历史学家本·萨森（H.H. Ben-Sasson）提出，羅馬皇帝卡利古拉於公元37-41年的統治危機是“罗马与犹太人之间的首次公开分裂”。再第二聖殿被毀後，羅馬帝國內的猶太人仍然繼續保持獨立運動。隨着回歸故土的希望越發渺茫，他们力图在昔兰尼，賽普勒斯，埃及和美索不达米亚的希腊文化的废墟上建立联邦。隨後，公元115-117年間帝國在地中海東岸及美索不達米亞的領土爆發的基多戰爭（又稱第二次羅馬-猶太戰爭），戰爭結束後，克里特島、塞浦路斯和北非的猶太人社區完全被摧毀，更多的猶太人出逃至帝國更偏遠的地帶。此後，大量非猶太人和撒馬利亞人遷入原先爲猶太人居住的村莊。
公元130年，哈德良大帝決定重建已被夷爲平地的耶路撒冷，並將其改名为爱利亚加比多连，將其轉變爲一座羅馬-希臘文化城市，在原聖殿遺址上興建宙斯神殿，其目的是为了侮辱犹太人，以抹除这片土地的犹太特征。面對此羞辱，猶太人再次於公元132年發動巴柯巴起義（第三此羅馬-猶太戰爭），在鎮壓起義後，哈德良於公元135年正式取消猶太行省，並將其更名爲敘利亞巴勒斯坦。“巴勒斯坦”一詞在此前就已經存在，在埃及和亞述文獻中意指黎凡特南部的海岸地區。哈德良此舉被部分學者認爲是試圖在語言上割裂猶太人及其故土。但亦有研究指出，即使是古代猶太人歷史學家約瑟夫斯（其生活的年代猶地亞依然存在）也會在其希臘語著作中用“巴勒斯坦”一詞指代猶地亞，故哈德良的真實意圖可能僅是想增強帝國在文化和行政上的羅馬屬性，並將猶地亞納入一個更大的地理單元 並不意味着哈德良意欲剷除猶太教。耶路撒冷被異教化，亦被認爲是爲了抵禦帝國內部當時的基督教傳播，因爲該城在基督教中同樣亦擁有特別意義。巴爾科赫巴起義失敗後，罗马人再度对犹太人进行大规模的处决、驱逐和奴役，摧毁了大量猶太行省的城镇，并禁止犹太人定居在耶路撒冷或其周围地区，並除了圣殿被毁日外禁止犹太人入城，违则处死，但羅馬人依然允許其帝國內的離散猶太人人繼續保持其民族和宗教特性。在此之後，直至現代以色列國成立，猶地亞再沒有出現過一個由猶太人組建的政府。并且，各种限制（税收，歧视，社会排斥）进一步疏离和边缘化了留在內蓋夫和加利利的犹太人，罗马帝國更偏好其他信仰異教的民族，例如叙利亚人和腓尼基人等。猶太行省/犹地亚被摧毀不论是对以色列人，还是分散在世界各地的犹太人都产生了決定性的影响。最重要的变化之一是将宗教权威中心从圣殿的圣职人员转移到拉比上。
在羅馬帝國的三世紀危機中，內戰在帝國境內此起彼伏，爲籌集戰爭經費，政府對依然生活在巴勒斯坦的猶太人徵收沉重的賦稅，很多猶太人因此逃往薩珊王朝（第二波斯帝國）控制下的巴比倫，因爲波斯人當時對猶太人的政策更爲寬容友好。隨着移民的增加，巴勒斯坦和巴比倫都成爲其時猶太人的學術中心，但兩大中心之間卻衝突不斷，因爲巴勒斯坦的猶太學者擔心猶地亞會最終喪失其在猶太教中的中心地位。很多巴勒斯坦的學術大師拒絕承認其在巴比倫的同行，並拒收來自巴比倫的學生。儘管如此，大量遷往巴比倫的移民依舊對巴勒斯坦的猶太教學術造成深遠的影響，直至公元三世紀末葉，巴勒斯坦的宗教研究已經完全依賴於來自巴比倫的捐贈。
學術界通常認爲歐洲的猶太移民始於公元66年至公元135年的三次猶太人起義後。:224 英國歷史學家馬丁·古德曼（Martin Goodman）認爲猶太人是在耶路撒冷被摧毀後才開始出現在北歐和地中海西岸地區。以上學術觀點傾向認爲猶太人離散是出於歷史上從猶地亞/巴勒斯坦突發性的驅逐潮，且該觀點相當流行。但亦有反對聲音指出，該觀點實質上在嚴肅的猶太人學研究中不值一提。相反，他们认为流散是发生多个世纪的渐进过程，首先是以色列被亚述摧毁，然后是巴比伦对犹大王国的破坏，再到罗马对犹地亚的破坏，随后則是基督教和穆斯林的统治。在起义后，犹太宗教文化和文化中心转移到了巴比伦的犹太团体和学者中。在接下来的几代人中，第二圣殿被摧毁標誌着對猶太人的一種根本認知：在大部分历史中猶太人是一個不斷受壓迫的民族。猶太人是在巴柯巴起義後才徹底成爲一個流散民族。
歷史學家埃里希·格鲁恩（Erich Stephen Gruen）認爲，人们过于关注圣殿的摧毁，从而忽视了在此之前流散已经出现。强制性迁移只是大量流散人口中很小的一部分。事實上，在公元70年第二聖殿被毀時，散居各地的猶太人人口要大於居住在以色列的同族，第二聖殿時期，流亡在外的猶太人要佔當時猶太人總人口的60%，從亞歷山大時期到提圖斯任內，共有300到500萬猶太人並不居住在巴勒斯坦的故土，在亞歷山卓也许就已有一百万人猶太居民。巴比伦囚虏在犹太人的意识中创造了一个回归故土的应许，这种意识在第二圣殿摧毁后增强了犹太人对流亡的自我认知，儘管這種民族離散是由于一系列非驅逐的因素导致的。雖然有着條條框框的限制，但是犹太人在耶路撒冷的三千三百多年中一直存在着。直至公元6世纪，以色列仍存在着43个犹太社区——12个分佈海岸地帶、內蓋夫沙漠和约旦东部，餘下31个則在以色列地北部的加利利的村庄和约旦河谷。在沿海平原的亞夫內是犹太教的重要中心。

## 拜占庭帝國、伊斯蘭及十字軍時期
公元4世紀，羅馬帝國分裂，巴勒斯坦歸拜占庭帝國所統治。其時巴勒斯坦依然有着可觀的猶太人口，但依然禁止居住在耶路撒冷。隨着西羅馬帝國於公元5世紀覆滅，大量基督徒遷入了巴勒斯坦並改變了當地的人口結構。猶太人是唯一依然被官方允許的非基督教宗教，但猶太人依舊在方方面面遭受歧視，被禁止建造猶太公會、擁有奴隸或就任公職。公元7世紀拜占庭－薩珊戰爭期間，生活第一巴勒斯坦行省猶太人發動叛亂，這亦是現代之前猶太人最後一次試圖在和以色列謀求自治。猶太人叛亂幫助最終幫助波斯人佔領耶路撒冷，猶太人亦因此被允許自治，直至公元617年波斯人決定不再與猶太人結盟。隨後拜占庭皇帝希拉克略佯言會恢復猶太人的權力，猶太人故助其趕走波斯人。之後希拉克略食言並發動猶太人屠殺，摧毀了耶路撒冷週邊和加利利的猶太社區，很多猶太人故出逃至埃及。
公元638年，穆斯林征服黎凡特。有統計指出當時應有30萬到40萬猶太人生活在巴勒斯坦。其後，阿拉伯人開始成爲黎凡特的優勢民族，哈里發歐麥爾·本·赫塔卜亦允許甚至鼓勵猶太人定居耶路撒冷，這是500年來猶太人首次獲准自由出入聖城。但歐麥爾二世之後卻禁止猶太人在聖殿山禮拜，之後長達1000年的穆斯林統治時期，該禁令一直被執行。公元717年，哈里發開始對非穆斯林施加限制，並且對農地徵收高稅，很多原先務農的猶太人被迫遷往城市地帶。社會歧視以及隨後公元8-9世紀的穆斯林內戰迫使猶太人出逃。直至公元11世紀末期，巴勒斯坦的猶太人人口已經大幅度減少。
第一次十字軍東征時期，生活在巴勒斯坦的猶太人和穆斯林慘遭屠殺及奴役。耶路撒冷大多數猶太人居民在十字軍圍城戰中死亡，生還的數千人亦被當作奴隸出售。一些猶太人戰俘亦被發配至意大利普利亞。
之後穆斯林阿尤布王朝擊退十字軍及重新征服巴勒斯坦，當地猶太人處境有所改善，但好景不長，隨後巴勒斯坦易手於馬木留克蘇丹國，猶太人遭受嚴厲的迫害，其社會經濟地位急劇下降。當地的猶太人和基督徒人數萎縮。雖然仍有部分猶太人從歐洲、北非和敘利亞遷入巴勒斯坦，避免了當地的猶太人社區徹底消失，但無論如何，猶太人在巴勒斯坦變得更少了。
直至鄂圖曼帝國佔領巴勒斯坦，當地的猶太人僅有數千人，但之後該地區開始進入相對穩定的時期。根1517年的統計，巴勒斯坦有五千名猶太人，當中包括後遷入者及一直堅守祖地者的後代。

## 羅馬之後猶太民系變遷
在中世纪，由于地域上的分散和重新定居的越加频繁，犹太人發展出了不同的民系，今天一般由两个主要的地理分组来描述：北欧和东欧的阿什肯納茲猶太人，以及伊比利亚半岛（西班牙和葡萄牙）、北非和中东的塞法迪犹太人。这两个团体具有平行的历史，分享着许多文化相似性，都经历过一系列屠杀、迫害和驱逐，例如1492年被驱逐出西班牙，1290年被驱逐出英国，1948—1973年被驱逐出阿拉伯国家。虽然这两个分支都有许多独特的民族文化习俗，并与当地主体居民有着联系（例如，阿什肯納茲猶太人与中欧人的联系；塞法迪犹太人与西班牙人和阿拉伯人的联系），但是，他们共同的宗教和祖先，以及他们不断的沟通和人口转移，已经从罗马时期一直到现在塑造了阿什肯納茲猶太人和塞法迪犹太人之间统一的文化和宗教身份认同感。
到1764年，在波蘭立陶宛有大约75万犹太人。全球犹太人口（包括中东和欧洲其他地区）估计有120万。

### 古典时期：犹太人和撒马利亚人
犹太人也被称犹太民族，他们是一个种族-宗教族群，一般認爲其根源主要追溯到黎凡特的古代以色列人及其他民族。撒马利亚人认为自身是北以色列王国的遺民，他们在亞述流散時期並沒有被驱逐，并与後來的亚述人一起组成撒马利亚群體。一些圣经学者还认为，犹地亚人的一部分人口在犹太人流亡期间一直住在原处，后来加入了从巴比伦返回的以色列人，并形成了古典时期和哈斯蒙尼王朝时期的犹太人。
波斯在公元前539年征服了巴比伦之后，犹太王国成为波斯帝国的一个省，並一直持续到希臘化時代，之後耶胡德成为埃及托勒密王国和敘利亞塞琉古帝国之间的爭議領土。公元前2世纪早期，反抗塞琉古帝国的起义最終使哈斯蒙尼王朝建立了一个独立的犹太王国。 哈斯蒙尼王朝有意采模仿和重建大卫王国，並強迫其他色列地的民族改信猶太教，包括納巴泰人和以土利亞人，非利士人、摩押人，亚扪人和以東人。在占领了撒马利亚之后，还试图转化撒马利亚人。但這種大规模的強行改宗可能性存疑，因为大多数民族仍保留了其独立性，並且很多後期都希臘化或改信基督教。以东人可能是唯一的例外，他们在希律王朝和随后的猶太-羅馬戰爭中融入犹太社会。虽然根据记载，在哈斯蒙尼王朝时期以色列各部落依舊维持其独立性，但犹大支派的主導地位，以及哈斯蒙尼王朝时期的民族主义政策（該政策將所有犹大王国的居民称为犹太人）实际上抹去了各部落間区别，唯一倖免能夠依舊保留自身特性的是利未支派和亞倫派的祭司身份。
巴比伦犹太群體虽然与哈斯蒙尼王朝和后来的希律王国保持着长期的联系，但却发展成为一个单独的犹太民系。在塔木德时期他们收集並整理了自己的习俗，並編撰巴比伦塔木德，並耶路撒冷的塔木德略有不同。巴比伦犹太人被认为是大多数米兹拉希犹太人的前身。

### 三大分類

#### 阿什肯納茲猶太人
阿什肯納茲猶太人是犹太人的最常見民系，他们在中世纪移民到现在的德国和法国东北部。在现代之前，他们曾经遵守意第绪和阿什肯納茲的祷告风格。有证据表明，部分犹太人在罗马时代移民到了日耳曼尼亚，並可能在罗马人擴張時期隨軍的商人。大多數現代阿什肯納茲猶太人是在古典時期從中東遷徙（或被擄掠）到南歐的猶太人後代——他们在公元800-1000左右迁移到法国北部和德国南部，后来由於受迫害，不少亦迁入东欧。一些阿什肯納茲猶太人擁有塞法迪犹太人血統，後者是世居西班牙的猶太人，並在歷史上數次大規模迫害後從西班牙出逃——首先是在伊斯兰教迫害期间（11至12世纪），之后是收復失地運動（13至15世纪）和西班牙宗教裁判所期间（15至16世纪）。在这个意义上，现代术语的“阿什肯納茲猶太人”是指犹太宗教习俗意义上的一个派别，而不是严格的种族-地理划分，因为这些区分随着时间的流逝而逐渐消失。
2006年，以色列理工學院和海法兰巴姆医疗中心的一項聯合研究（Doron Behar 和 Karl Skorecki）表明：绝大多数的阿什肯納茲猶太人，无论是男性还是女性，都有中东的祖先。根据尼古拉斯·韦德斯（Nicholas Wades）2010年的常染色体研究，阿什肯納茲猶太人与其他犹太人群体有着共同的祖先，並與塞法迪犹太人一樣，攜帶着30％的欧洲居民血统，其余的血统則源自中東。
杜克大学遗传学家和杜克人类基因组变异中心主任大卫·戈德斯坦（David Goldstein）表示，以色列理工學院和海法兰巴姆医疗中心的聯合研究只能证实遗传漂变在塑造阿什肯納茲犹太人的母系线粒体DNA（mtDNA）上发挥了重要作用。戈德斯坦认为，該聯合項目的mtDNA研究未能在现代犹太人和中东人口之间在母系上建立顯著的數據學關係，但戈德斯坦同時亦承認阿什肯納茲猶太人的父系毫無疑問是來自中東。
2010年6月，Behar 等人指出，“大多数犹太人的样本与中東的共同基因庫有着非常紧密的亚群联系，但該中東基因庫雖有覆蓋了德魯茲人和塞浦路斯人，卻並沒有進一步覆盖其他来自黎凡特的人口。相比之下，埃塞俄比亚犹太人（贝塔以色列）和印度犹太人（以色列之子和柯枝猶太人）則分别与埃塞俄比亚和印度西部相邻的本地居民的样板交错在一起，雖然父系上依然和黎凡特有顯著關聯。”“对这些观察结论的最简洁解释是：存在一个共同的基因起源，它与犹太人的历史描述相一致，即，犹太人是从古代黎凡特的希伯来人和以色列人的后裔。”而對於實驗中採用的人口样本，Behar 則解釋：“我們的樣本採集自近一、兩代沒有混血史的人群，故我們可以進一步肯定，猶太人擁有共同的祖先，其基因聯繫絕非是近代以來的通婚所導致”。
2013年，Costa 等人对阿什肯納茲犹太人的线粒体DNA研究得出结论，該族群四位主要的女性祖先和多數母系旁系其祖源是在史前欧洲而不是近东或高加索地区。該研究表明，歐洲本地婦女與猶太人的中東父系先民通婚並皈依猶太教，对于形成阿什肯納茲犹太人分支具有重要作用。”
Haber 等人（2013年）的一项研究指出，虽然以前对黎凡特的研究（主要針對流散犹太人）表明犹太人在中东確是一個獨立的群体，但这些研究并没有明确說明导致这一结构的因素是否还将涉及到黎凡特的其他群体。研究者们发现一些有力的证据，表明现代黎凡特人口主要從两派祖先人口中衍生出来。第一派与现代欧洲人和中亚人分享着相同的基因特征，並在黎巴嫩，亚美尼亚，塞浦路斯，德鲁兹、犹太人，以及土耳其人，伊朗人和高加索人等黎凡特人中是最为明显的。第二派的基因特征則與中东其他地区的人口以及一些非洲人口有相同特征。攜帶第二派基因特徵的黎凡特人主要有巴勒斯坦人，约旦人，叙利亚人，以及北非人，埃塞俄比亚人，沙特阿拉伯人和贝都因人。作者進一步指出，雖然第二派祖源與伊斯蘭教的擴張有關聯，並且在前伊斯兰時期，黎凡特与欧洲人而不是中东人具有更多遗传相似性，但該派祖源在卻同樣能夠在黎巴嫩基督徒、阿什肯納茲犹太人和塞法迪犹太人、塞浦路斯人和亚美尼亚人中觀察到，故該派系進入黎凡特的時間，可能發生在伊斯蘭教擴張前。作者还发现，在黎凡特，宗教与祖源之间有很强的相关性：
“所有的犹太人（阿什肯納茲犹太人和塞法迪犹太人）都集中在一个分支上；起源於黎巴嫩山及迦密山来的德鲁兹派則另組一支；黎巴嫩的基督人口与亚美尼亚和塞浦路斯的基督教人口共同形成一个独立分支，並將黎巴嫩的穆斯林排除在外。叙利亚人、巴勒斯坦人和约旦人的主要人口爲穆斯林，他们与其它穆斯林（最遠可達摩洛哥和也門）形成獨立的關聯。

2013年，以色列兰巴姆医疗中心的Doron M. Behar和其他研究人员的研究表明，经过不断的积累，其分析强烈地表明阿什肯納茲犹太人主要来自欧洲和中东人口，而不是来源于高加索或其週邊区域。並且沒有證據表明，可薩人，尤其是生活在伏爾加河北岸和高加索北部的支系，是現代猶太人的祖先。

#### 塞法迪犹太人
塞法迪犹太人的祖先住在西班牙或葡萄牙。在十五世纪的西班牙宗教裁判所之前，约有三十万犹太人居住在西班牙，当时天主教双王从驅趕摩爾人並重新佔領西班牙，并命令犹太人改宗天主教、否則必須離開西班牙或面临处决。在《阿罕布拉法令》之后，选择不改宗的猶太人（大约有在4万到10万之间）在1492年被驱逐出西班牙。随后的塞法迪犹太人迁往北非（馬格里布），基督教欧洲（荷兰，英国，法国和波兰），遍及奥斯曼帝国乃至之後发现的拉丁美洲。在奥斯曼帝国，塞法迪犹太人大多定居在帝国的欧洲部分，主要在伊斯坦布尔，塞萨洛尼基和布尔萨等主要城市。现代希腊的塞萨洛尼基，拥有一个庞大而繁荣的塞法迪犹太人社区，如同在马耳他的犹太人社区一样。
16世纪，少数称为“玛拉诺”的塞法迪犹太人通過荷兰遷移到定居在德国的汉堡和阿尔托纳区，並最終採用阿什肯納茲禮。部分人迁往美国，並建立了美國首个有组织的犹太人社区及美国的第一座犹太会堂。然而，大部分塞法迪犹太人仍然留在西班牙和葡萄牙並改信天主教，遷居到西葡兩國治下拉丁美洲的猶太人亦有改宗。塞法迪犹太人演变为現今北非的犹太社区，在奥斯曼帝国內的土耳其，叙利亚，加利利和耶路撒冷亦有大量塞法迪猶太人。

#### 米兹拉希犹太人
米兹拉希犹太人是中东、中亚和高加索的犹太社群的后裔，他们主要发源自古典时期的巴比伦犹太人。“米兹拉希”这个术语在以色列的政治、媒体和一些社会科学家的措辭中用于指代来自阿拉伯世界的犹太人。米兹拉希的定义还包括馬格里布猶太人和也门犹太人，但後兩者的歸屬更多是出於政治考量而非祖籍考究。

##### 西亞分支
- 伊拉克犹太人：在亞述王國攻佔耶路撒冷後一直生活在美索不達米亞地區；
- 庫爾德猶太人（英语：Kurdish Jews）
- 波斯猶太人：波斯猶太人社群擁有2700年歷史，是全世界歷史最悠久的猶太人社群之一，並且是西亞除以色列猶太人人數量最多的猶太民系；
- 巴勒斯坦猶太人：是指以色列建國前就已經居住在巴勒斯坦的猶太人；
- 黎巴嫩猶太人（英语：Labanese Jews）：主要生活在貝魯特附近，大部分人在該國內戰後離開黎巴嫩；
- 阿曼猶太人（英语：History of the Jews in Oman）：主要生活在蘇哈爾，該社群在1900年時候便已經絕跡；
- 敘利亞猶太人（英语：History of Jews in Syria）：該次民系又分爲兩個更細的分支：一支爲至大衛王時期（公元前1000年）就已經在敘利亞的猶太人，另外一支則爲1492年後從西班牙遷移到當地的塞法迪猶太人。敘利亞猶太人在大馬士革和阿勒坡繁衍生息了多個世紀。該分支後來大多遷往美國、南美洲和以色列，現今敘利亞已經沒有猶太人生活。現今美國紐約居住着最大的敘利亞猶太人社群，大概有4萬人。

##### 也门犹太人
也门犹太人是指移民到奥斯曼巴勒斯坦和以色列之前就住在也门的犹太人。由於多年地理上和社会上的隔离，該分支发展出与其他东方犹太人民系明显不同的礼仪和习俗；他们自己包括三个明显不同的群体，但多是出於宗教律法和礼拜仪式上的不同而非種族性質。传统上認爲，也門猶太人是在巴比伦流亡后出现的，尽管亦有部分意見認爲應該往後推延至罗马时期。

#### 犹太教卡拉派
犹太教卡拉派是中世纪主要生活在埃及，伊拉克和克里米亚的犹太人。他们因为自身遵守的独特犹太教教规而与其它犹太派区分开来。在数千年期间，各种拉比犹太人的社群都与与卡拉派社区有联系。因此，犹太教卡拉派并不是一个不同的民族，而是犹太教的一个独特的分支。卡拉派犹太教承认塔納赫是犹太人唯一的宗教权威。当阐释塔納赫时，他们使用语言原则和语境解释来解释它的正确含义。 卡拉派犹太人努力在解释塔納赫时坚持对文本的明白直白的意思。相比之下，拉比犹太教认为，口述律法（在“米書拿”和“塔木德”中有编撰和记录）对犹太人具有同等的约束力，并得到上帝的授权。在拉比犹太教中，口述律法构成了宗教、道德和犹太人生活的基础。犹太教卡拉派主要使用合理的推理和语言工具的应用来确定塔納赫的正确含义；而拉比犹太教依靠塔木德中编纂的口述律法，从而为犹太社区提供对希伯来经文的准确理解。
犹太教卡拉派和拉比犹太教之间的差异可以追溯到一千多年前。拉比犹太教起源于第二圣殿时期的法利赛人。卡拉派犹太教可能起源于同时代的撒都该人。卡拉派犹太人把整个希伯来圣经作为宗教权威。因此，绝大多数卡拉派犹太人相信死人的复活。卡拉派犹太人被正统拉比认为是遵守犹太律法的犹太人。同样，Moetzet Hakhamim认为如果拉比犹太人社群的成员是从父系上是犹太人的话，那么他们就是犹太人。

## 變遷至近現代的猶太民系

### 以色列犹太人
以色列的犹太人包括越来越多大规模的阿利亞運動构成的混血的犹太社区，它们来自欧洲、北非和中东。虽然以色列犹太人的很大一部分仍然保留了他们的阿什肯納茲、塞法迪和米兹拉希来源的记忆，但在社区之间的犹太人混血婚姻是非常普遍的。这里还有数量较小的也门犹太人，印度犹太人和其他人仍然保持半独立的社区生活的犹太人。还有大约5万名卡拉派犹太教徒的信徒，其中大多数居住在以色列，但他们的确切数字仍是不清楚的，因为大多数卡拉派没有参加任何宗教人口普查。虽然有人认为贝塔以色列是古以色列人的后代，但他们在以色列被普遍承认是埃塞俄比亚犹太人。

### 美国犹太人

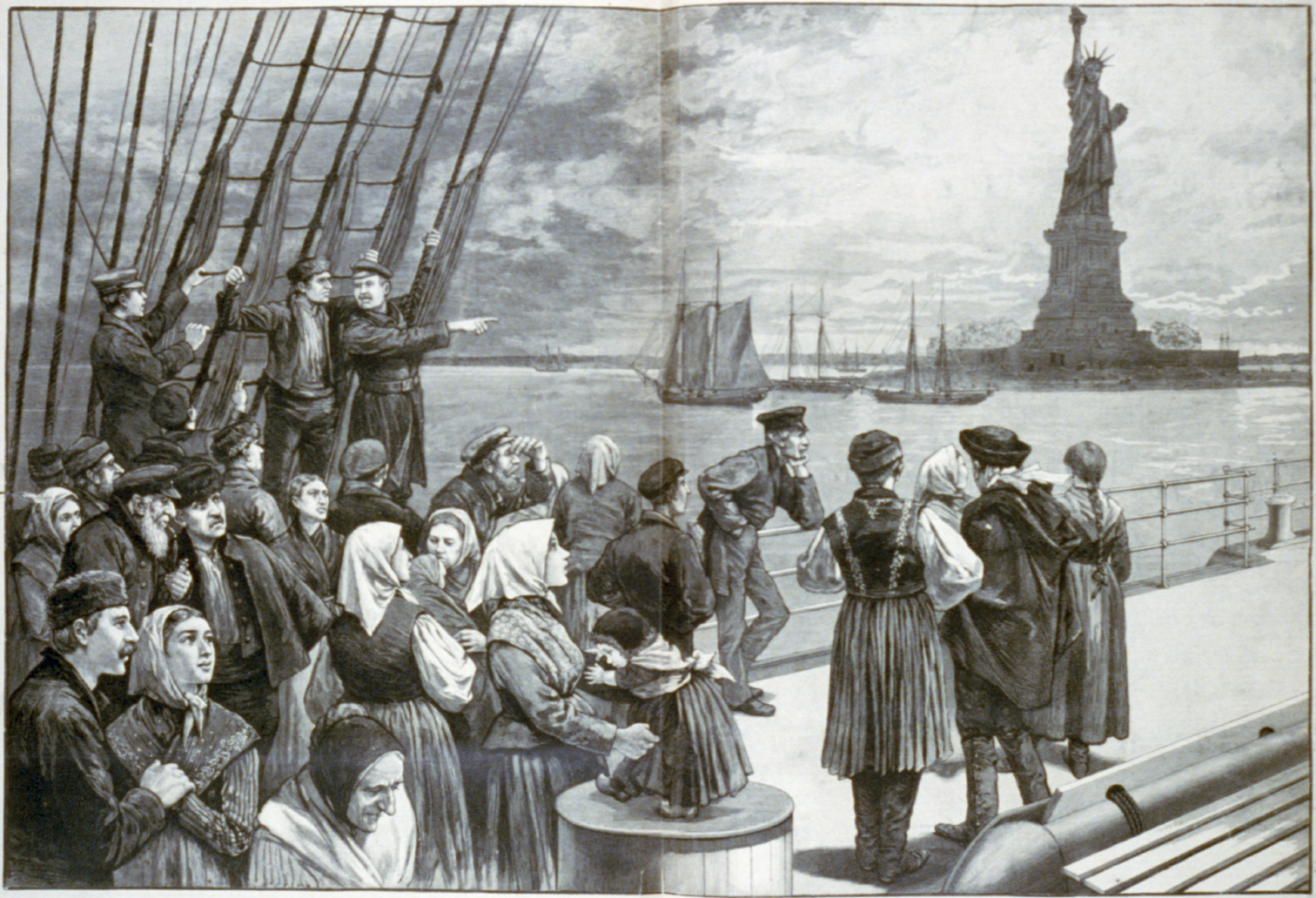
欧洲犹太移民来到纽约。

大多数美国犹太人的祖先可以追溯到在十九世纪和二十世纪移民到美国的阿什肯納茲犹太社群，以及最近大量涌入的波斯和其他米兹拉希犹太移民。美国犹太人社群被认为是犹太人和非犹太人之间混血婚姻的百分比最高的，这同时让越来越多的非犹太人被同化，认同自己是犹太人。美国最普遍的犹太教是猶太教改革派，它不要求犹太人是犹太族或圣经上的以色列人的直系后裔，在改革派看来，遵守犹太信仰就可以是犹太人，这与以色列主流的猶太教正統派相反，它认为犹太人是一个非常封闭的种族-宗教群体，在归信上有非常严格的程序。

### 法国犹太人

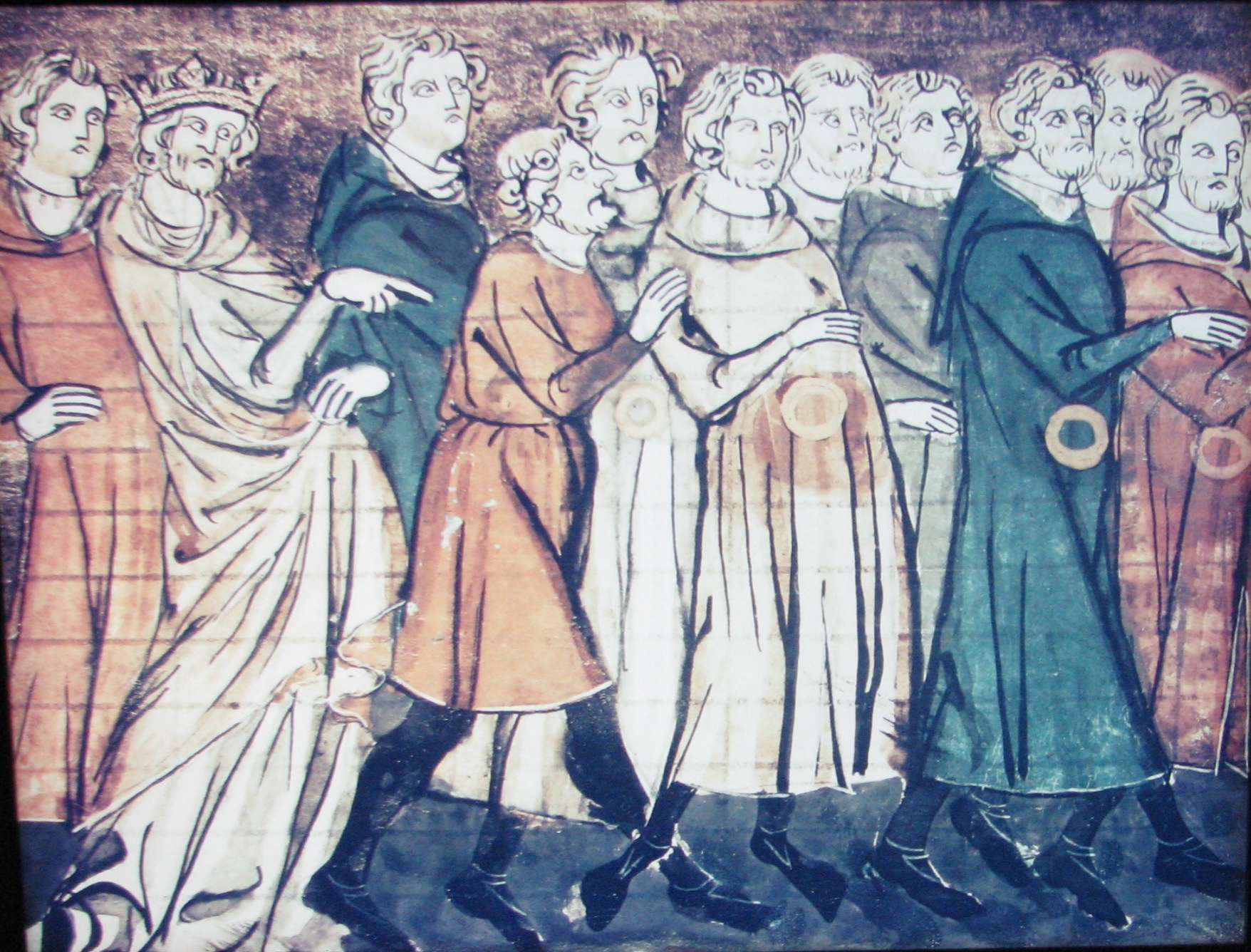
1182年驱逐法国犹太人。

现代法国的犹太人约40万人，他们主要是北非社群的后裔，其中一些是来自西班牙和葡萄牙的塞法迪社群——其他人是来自阿尔及利亚、摩洛哥和突尼斯的阿拉伯和柏柏爾猶太人，他们在犹太人离开伊比利亚半岛前住在北非洲。他们还有一小部分的阿什肯納茲犹太社群，在第二次世界大战和纳粹大屠杀中生存下来。

### 高加索犹太人
高加索犹太人是来自高加索山脉东部和北部的犹太人，主要是阿塞拜疆、车臣共和国和达吉斯坦共和国。他们是来自伊朗的波斯犹太人的后裔。

### 布哈拉犹太人
布哈拉犹太人是来自中亚的一个民族，他们在历史上遵从犹太教，并说布哈里安語，一種塔吉克語方言。

### 中國猶太人
對於猶太人來華最初的時間點，中外學界有持周、漢和唐三種時間推斷，其中前兩種以1489年開封猶太人所立「弘治碑」（又稱《重建清真寺記》碑），和據絲稠之路開通年代、1512年開封猶太人所立「正德碑」（又稱《尊崇道經寺記》碑）碑文的記載來認定相應入華時間，但均有頗多疑慮。而唐代進入時間依據有較多考古和記述佐證，是在8世紀時猶太人沿絲綢之路經中亞到達西域進行貿易，並在敦煌千佛洞進行過猶太禮拜；10世紀阿拉伯旅遊家阿布·賽義德·哈桑（Abu Zayd Hasan）在其《中國印度記聞錄》（Ancient Accounts of India and China)中，提到過874至901年間所爆發的農民騷亂，曾在廣州殺死了包括伊斯蘭教徒、猶太教徒、拜火教徒等數萬人，而後世也有發掘到屬唐代具有明顯閃米特人特徵的陶俑，作為間接佐證。

#### 开封犹太人
开封犹太人是中国河南开封的一个小型犹太社群，他们保留了一些犹太传统习俗的同时融入了中国社会。

### 印度

#### 柯枝猶太人
柯枝猶太人也叫馬拉巴爾犹太人，是印度犹太人中最古老的族群，据说它的根源可以追溯到所羅門王的时代。柯枝猶太人定居在印度南部的科欽王國中，现在是喀拉拉邦的一部分。早在十二世纪，人们就提到印度南部的黑人犹太人。犹太旅行者图德拉的本杰明提到了在马拉巴尔海岸上的奎隆，他在《行程》中写道：“整个岛屿，包括其所有城镇，住了几千个以色列人。居民全是黑人，犹太人也是黑人。后者是善良而仁爱的。他们知道摩西律法和先知，知道小部分的塔木德和哈拉卡。” 这些人后来被称为马拉巴尔犹太人。他们在十二，十三世纪在喀拉拉邦建立犹太会堂。众所周知，他们已经发展出犹太-马拉雅拉姆语，一种马拉雅拉姆语方言。

#### 帕拉德錫犹太人
帕拉德錫犹太人主要是塞法迪犹太人的后代，他们在十五和十六世纪最初从西班牙和葡萄牙移民到印度，在阿罕布拉法令颁布后，他们为了逃离强迫的转信或迫害，从西班牙流亡出去。他们有时被称为白人犹太人，虽然这种用法通常被认为是贬义性或歧视性的，这个词语是用来指代最近的犹太移民（15世纪末以前），他们主要是塞法迪犹太人。
柯枝的帕拉德錫犹太人是一个塞法迪犹太人社群，他们的祖先居住在位于印度沿海南部喀拉拉邦的较大的柯枝犹太社区。
马德拉斯（金奈）的帕拉德錫犹太人交易钻石、宝石和珊瑚，他们与Golkonda的统治者有很好的关系，他们与欧洲保持贸易往来，他们的语言技能大有用途。虽然塞法迪犹太人说拉迪諾語（即西班牙语或犹太-西班牙语），但在印度，他们从马拉巴尔犹太人那里学会了说泰米尔语和犹太-马拉雅拉姆语。

### 格鲁吉亚犹太人
在种族上和文化上，格鲁吉亚犹太人被认为与邻近的高加索犹太人不同。在传统上，他们也是与格鲁吉亚的阿什肯納茲犹太人没有什么来往。

### 克里木查克人
克里木查克人是克里米亚的民族-宗教上的犹太社群，它源于说土耳其语的猶太教正統派。

### Anusim
在犹太人流散的历史中，那些居住在基督教欧洲的犹太人经常受到当地的基督教人口的攻击，他们经常被迫转信基督教。很多被称为“Anusim”（“被强迫改信的人”）的人秘密地继续遵守犹太教，虽然在外表上好像普通基督徒一样生活。最著名的Anusim社群是西班牙的犹太人和葡萄牙的犹太人，尽管他们遍布整个欧洲。自伊斯兰教兴起几个世纪以来，居住在穆斯林世界的许多犹太人被迫转信伊斯兰教，如波斯的Mashhadi犹太人，他们继续秘密地遵守犹太教，并最终迁往以色列。许多Anusim的后裔在后来不断离开了犹太教。 2008年12月发布的对伊比利亚半岛人口基因研究“证明了由宗教不容忍的历史事件导致大量宗教转信（无论是自愿的还是强制的），这最终导致了Anusim后裔的融合。

### 现代撒馬利亞人
在古典时代，撒馬利亞人组成一个较大的群体，他们现在有745人。今天，他们住在以色列和約旦河西岸地區的两个社区中，他们仍然认为自己是以Ephraim支派（他们命名为Aphrime ）和Manasseh支派（他们命名为Manatch）的后裔。撒马利亚人坚持称撒马利亚五经的妥拉版本，它在某些方面与馬所拉文本有所不同，有时在重要的方面也是非常不同，而与七十士譯本则较为接近。
撒玛利亚人认为他们是Bnei Yisrael（“以色列的孩子”或“以色列人”），但他们不认为自己是Yehudim（犹太人）。他们将“犹太人”一词视为犹太教信徒，他们认为这是一个与自己的宗教相关的宗教，但是被重新回到故土的流散以色列人修改过的宗教，因此这不是真正的古代以色列人的宗教，他们认为真正的宗教是撒馬利亞人的宗教。

## 基因研究
Y染色體的研究往往能够确定在古代人口中少数创始人，这些创始人的成员经常分离，并遵循不同的迁移路径。在大多数犹太人口中，这些男性祖先似乎主要是中东地区。例如，阿什肯納茲犹太人与其他犹太人、中东群体而不是居住在东欧、德国和法国莱茵河谷的非犹太人群体有着更多的共同父系。这与犹太传统一致，因为这个传统将大多数犹太父系的来源认定在中东地区。相反，通过观察犹太群体的线粒体DNA，人们发现他们的母系一般更为异质。哈里·奥斯特勒（Harry Ostrer）和拉斐尔·法尔（Raphael Falk）等学者认为，这表明许多犹太男性在逃离古代以色列后，在流散迁徙的地方（欧洲和其他社区）找到了新的伴侣。相比之下，Behar已经发现有40％的阿什肯納茲犹太人来自于只有四名中东地区的女创始人。塞法迪和米兹拉希犹太群体的人口“没有显示出受到狭窄的创始人影响的证据。”Feder等人进行的后续研究确证了在阿什肯納茲犹太人中有大量非本地母系来源。研究者在反思阿什肯納茲犹太人的母系来源发现时，总结道：“显然，犹太人和非犹太人之间的差异远远大于犹太社区内所观察到的差距，所以，当比较犹太人与非犹太人时，犹太社区之间的差异可以被忽略。”
随着技术的发展，对常染色体DNA的研究（这种研究观察整个DNA mixture）变得越来越重要。它们表明，犹太人口往往在独立社区中形成相对密切关联的群体，一个社区中的大多数人拥有共同的祖先。对于流散的犹太群体来说，阿什肯納茲犹太人，塞法迪犹太人和米兹拉希犹太人的基因组成显示了他们有着共同的中东祖先。Behar认为，对这个共同的中东祖先最简单的解释是，它符合犹太人的历史背景，因为犹太人是黎凡特的古代希伯来人和以色列人的后代”，而且“在古代，古以色列的人民分散在整个世界。”而基因中的北非、意大利和其他伊比利亚半岛起源显示了在母系的历史中常常与非犹太的主导人种群混合。在阿什肯納茲犹太人和塞法迪犹太人（特别是摩洛哥犹太人）的案例中（这两派是紧密相连的），非犹太人混血来源主要是南欧，而米兹拉希犹太人显示出与其他中东人口和撒哈拉以南非洲人的混血的证据。 Behar等人提到了阿什肯納茲犹太人和现代意大利人特别密切的关系。人们发现犹太人与新月沃土北部的群体（库尔德人，土耳其人和亚美尼亚人）而不是阿拉伯人的血缘关系更亲近。
研究还显示，今天的伊比利亚（西班牙和葡萄牙）和伊比利亚美洲（西班牙裔美国人和巴西）遍布着具有Sephardic Bnei Anusim（那些被迫转信天主教的anusim的后裔）血统的人，据估计，伊比利亚近现代人口的19.8％，和至少10％的伊比利亚美洲人口在过去几个世纪中都有塞法迪犹太人血统。同时，印度的以色列之子以及埃塞俄比亚贝塔以色列，以及南部非洲的一部分伦Lemba人尽管与当地国家的人口更加相似，但他们也有一些偏远的古代犹太人血统。

## 锡安主义“对流散的拒绝”
根据Eliezer Schweid的观点，所有锡安主义潮流的中心观点是对流散生活的拒绝。这种态度的基础是，流散限制了犹太民族生活的全面发展。例如诗人Hayim Nahman Bialik写道：
我的心为不快乐的人而哭泣…… 
如果这样的种子在它的土壤中枯萎， 
我们的命运是如此焦灼、剧烈地燃烧…… 

Schweid说，Bialik 的“种子”是指犹太人的潜力。这种子保存在流散中时只能带来畸形的结果；然而，一旦条件改变，种子仍然可以带来丰收。

在这个问题上，澤夫·斯特恩赫爾区分了锡安主义的两派思想。一个是西奥多·赫茨尔和马克斯·诺道的自由派或实用主义派。特别是在德雷福斯事件之后，他们认为反犹主义永远不会消失，他们认为锡安主义是对犹太人的理性解决方案。
另一个是有机民族主义派。它在锡安主义olim中非常普遍，他们认为这个运动是拯救犹太国家的一个计划，而不是一个只能拯救犹太个体的计划。对他们而言，锡安主义是“国家的重生”。
与这种反对流散的观点相反，像Simon Rawidowicz（同样是锡安主义者）一样接受以色列以外的犹太社区的人士认为，犹太人是一种文化，它被演变成一个新的“世俗”实体，因为不需要寻求一定回归（无论是身体上的，情感的还是属灵的回归）到远处的土地上，他们相信犹太人在以色列仍旧是一个民族。
有人认为，犹太人被迫害、随后的无数次流亡以及政治和经济的条件影响了流散的运动，它创造了一种新的犹太人对世界的认识，以及世界人对犹太人的新认识。
实际上，今天有许多锡安主义者并不将“对流散的否定”看作是一种绝对的信念，而且在一种健康的、自我尊重的犹太团体中的流散生活（如在美国，加拿大和其他西方国家的犹太社区）和一个有活力的、进化的以色列社会/以色列国家之间并没有冲突，而且，两者之间的关系甚至是有益的、世俗的、积极的共生的关系。

## 神秘的解释
拉比 Tzvi Elimelech of Dinov（Bnei Yissaschar，Chodesh Kislev，2:25）解释说，每一次流亡都者不同的消极方面：
1. 巴比伦流亡的特征是身体的痛苦和压迫。巴比伦人倾向于向于严厉的品质（Sefirah of Gevurah），即力量和身体强力。
2. 波斯流亡是一次感情的试探。波斯人是享乐主义者，他们宣称生活的目的是追求放纵和欲望 - “让我们吃吃喝喝，因为明天我们可能会死”。他们偏向于爱（Chesed）的品质，即吸引力和善良（尽管是对自己）。
3. 希腊文明具有高度教养和复杂性。虽然希腊人具有强烈的美学意识，但却高度夸张，他们认为美学本身就是一种目的。他们过分依赖Tiferet（美）的品质。这也与他们倾向于用智慧超越身体有关，这揭示了精神的美。
4. 以東的流亡开始于罗马，以東的文化缺乏明确的哲学。相反，它采用了所有以前的文化的哲学，导致罗马文化在不断的变化中。虽然罗马帝国已经被摧毁，但犹太人仍然在以東流亡，事实上，人们可以发现这种不断变化的趋势主导着现代西方社会。罗马人和继承着罗马统治的各个国家（例如，神圣罗马帝国，欧洲人，美国人）偏向主权（Malchut），这是最低的Sefirah，它可以从任何其他人那里得到，并可以作为这些人的中介而行动。

犹太人在圣殿被毁日的禁食日是纪念耶路撒冷第一和第二圣殿的破坏以及随后从以色列地的流亡。犹太传统认为，罗马流亡将是最后一次流亡，他们相信，当以色列人民返回家园之后，他们再也不会流亡。这是基于经文：“你为你的罪付出的代价已经高于锡安的女儿，他不会再让你流亡。”["תם עוונך בת ציון, לא יוסף להגלותך"].
根据Aharon Oppenheimer的说法，在第二圣殿被毁后开始的流亡概念是由早期基督教徒发展起来的，他们将圣殿的破坏视为对犹太人杀死了神的惩罚，广义上，他们将圣殿的破坏看作是上帝肯定了基督徒是“选民”，或“新的以色列”。实际上，在圣殿毁灭之后，犹太人有许多自由。以色列人民有宗教、经济和文化上的自主权，而巴爾科赫巴起義表现出当时以色列统一的政治军事力量。因此，根据Aharon Oppenheimer的说法，人们应该注意到，犹太人的流亡只是在巴爾科赫巴起義之后才开始的，这破坏了犹太人的犹地亚社区。和通常的看法不同，虽然大多犹太人在流亡，但犹太人仍然在以色列的土地上继续存在着。在这次起义几百年之后，耶路撒冷的塔木德是在第四世纪签署的。此外，在几个世纪以后许多犹太人仍然留在以色列，包括在拜占庭时期（人们发现了许多这个时期的犹太会堂遗留物）。 犹太人在流亡之后的一千年来一直是耶路撒冷主要族群或多元族群之一，除了少数的例外（包括十字军发动的耶路撒冷围城战 (1099年)之后，和约旦占领东耶路撒冷18年的时期，在这些期间，耶路撒冷居住了很久的犹太人被驱逐）。

## 現況
截至2010年，最多犹太人生活在以色列（5,703,700），美国（5,275,000），法国（483,500），加拿大（375,000），英国（292,000），俄罗斯（205,000），阿根廷（182,300），德国119,000）和巴西（107,329）。这些数字反映了“核心”的犹太人口，它的定义是“不包括犹太家庭中的非犹太人成员、具有犹太人血统却信仰别的一神论宗教的信仰者、其他具有犹太祖先的非犹太人，和对犹太问题感兴趣的非犹太人。” 在以色列以外的中东和北非国家，尤其是伊朗，土耳其，摩洛哥，突尼斯和也门，仍旧有大量犹太人口存在。一般来说，这些人口由于低增长率和高移民率（特别是自20世纪60年代以来）而一直在萎缩。
犹太自治州继续是俄罗斯的一个自治州。比罗比詹的首席拉比莫迪凯·舍勒（Mordechai Scheiner）说，首都有4000名犹太人。 政府官员Nikolay Mikhailovich Volkov表示，他打算“支持我们当地犹太人组织中维持的所有有价值的举措”。Birobidzhan会堂成立于2004年，在该地区成立（1934年）70周年纪念时开放。据估计，有75,000名犹太人生活在广阔的西伯利亚地区。
以下列出了犹太人口最多的大城市地区，尽管 jewishtemples.org的消息来源指出：“人们难以说出一个国家人口的确切数字，更不用说世界城市的人口数目。俄罗斯和其他獨立國家聯合體数据是根据资料的猜测。” 这里引用到的2010年“世界犹太人口调查”（2010 World Jewish Population Survey （页面存档备份，存于））指出：“与我们对个别国家犹太人口的估计不同，这里报道的城市犹太人口数据并没有完全修正因为多处住宅导致的重复计算。美国的城市差距非常大，在大城市和小城市中，其差异幅度数以万计。”
1. 特拉維夫都會區（特拉维夫和周边地区）– 以色列– 2,979,900
2. 纽约市，纽约 – 美国 – 2,007,850
3. 耶路撒冷– 705,000
4. 洛杉矶，加州 – 美国 – 684,950
5. 海法– 以色列 – 671,400
6. 迈阿密，佛罗里达– 美国. – 485,850
7. 贝尔谢巴 – 以色列– 367,600
8. 旧金山，加州– 美国 – 345,700
9. 巴黎– 法国– 284,000
10. 芝加哥，伊利诺伊州– 美国– 270,500
11. 宾夕法尼亚州费城– 美国– 263,800
12. 波士顿– 美国 – 229,100
13. 华盛顿. – 美国 – 215,600
14. 伦敦 – 英国 – 195,000
15. 多伦多 – 加拿大– 180,000
16. 亚特兰大，格鲁吉亚 – 美国 – 119,800
17. 莫斯科 – 俄罗斯– 95,000
18. 加州圣地亚哥– 美国 – 89,000
19. 克利夫兰，俄亥俄州–美国 – 87,000[120]
20. 凤凰城，亚利桑那州 – 美国 – 82,900
21. 蒙特利尔 – 加拿大– 80,000
22. 圣保罗 – 巴西– 75,000[121]

## 进阶阅读
- Immigration to Israel from North America hits 22-Year High （页面存档备份，存于） CNSNews.com, December 30, 2005
- Aviv, Caryn S.; Schneer, David. . New York: New York University Press. 2005. ISBN 9780814740170. OCLC 60321977.